# Faculdade de Medicina da Universidade de Lisboa
A Faculdade de Medicina da Universidade de Lisboa GOSE (sigla: FMUL) é uma instituição pública universitária dedicada ao ensino e investigação na área da Medicina, Ciências da Nutrição e Ciências da Saúde. É mais conhecida pela sua designação informal de Faculdade de Medicina de Lisboa (patente na sua fachada e no nome de diversos organismos), devido ao facto de ter sido a única instituição de ensino médico da capital portuguesa durante mais de século e meio, até à criação da Faculdade de Ciências Médicas da Universidade Nova de Lisboa.
Criada formalmente em 1911 como parte da Universidade de Lisboa instituída pelo Governo Provisório da República Portuguesa, o seu projecto é, porém, anterior, datando de 1825.
A FMUL fica localizada na Cidade Universitária, nas instalações do Hospital de Santa Maria, na antiga freguesia do Campo Grande, actualmente freguesia de Alvalade, em Lisboa. Integra juntamente com o Instituto de Medicina Molecular (IMM) e o Hospital de Santa Maria (HSM-CHULN, EPE) o Centro Académico de Medicina de Lisboa (CAML) – um protocolo de acção e entendimento entre as três instituições, assinado a 8 de Dezembro de 2008.

## História
O ensino da Medicina em Lisboa remonta ao século XIII, quando D. Dinis acede, em 1288, à criação do Estudo Geral de Lisboa. É então, por bula de 9 de Agosto de 1290 do Papa Nicolau IV, que surge a Universidade da qual constam diversas disciplinas, entre as quais a Física (designação de então para Medicina).
O Estudo Geral não possuía, contudo, instalações próprias, tendo funcionado no bairro de Alfama (Campo da Pedreira na época) e posteriormente na Sé. As primeiras instalações próprias da Universidade datam de 1431, localizadas na freguesia de São Tomé, doadas e remodeladas pelo Infante D. Henrique. Posteriormente a Universidade é transferida para o antigo Paço do Infante D. Henrique, durante o reinado de D. Manuel I.
Em 1492, o ensino e prática da Medicina sofrem uma profunda mudança devido à fundação do Hospital Real de Todos os Santos, entre a Praça da Figueira e a Praça do Rossio, por D. João II. Contudo, o edifício é arrasado pelo terramoto de 1755, após ter sobrevivido a dois incêndios (1610 e 1750). É então substituído pelo Hospital Real e Nacional de São José (homenagem ao então rei D. José), instalado pelo Marquês de Pombal.
A Faculdade de Medicina tem as suas origens na Real Escola de Cirurgia, criada no Hospital de São José em 1825, tomando a designação de Escola Médico-Cirúrgica de Lisboa em 1836 e, finalmente, em 1911, através da promulgação de duas leis (Lei de 24 de Março, que criava novas Universidades e Faculdades, e Lei de 22 de Fevereiro, que reformava os estudos médicos), Faculdade de Medicina da Universidade de Lisboa.
Em 1836 é fundada a Escola de Farmácia integrada na Escola Médico-Cirúrgica de Lisboa e posteriormente na Faculdade de Medicina da Universidade de Lisboa.

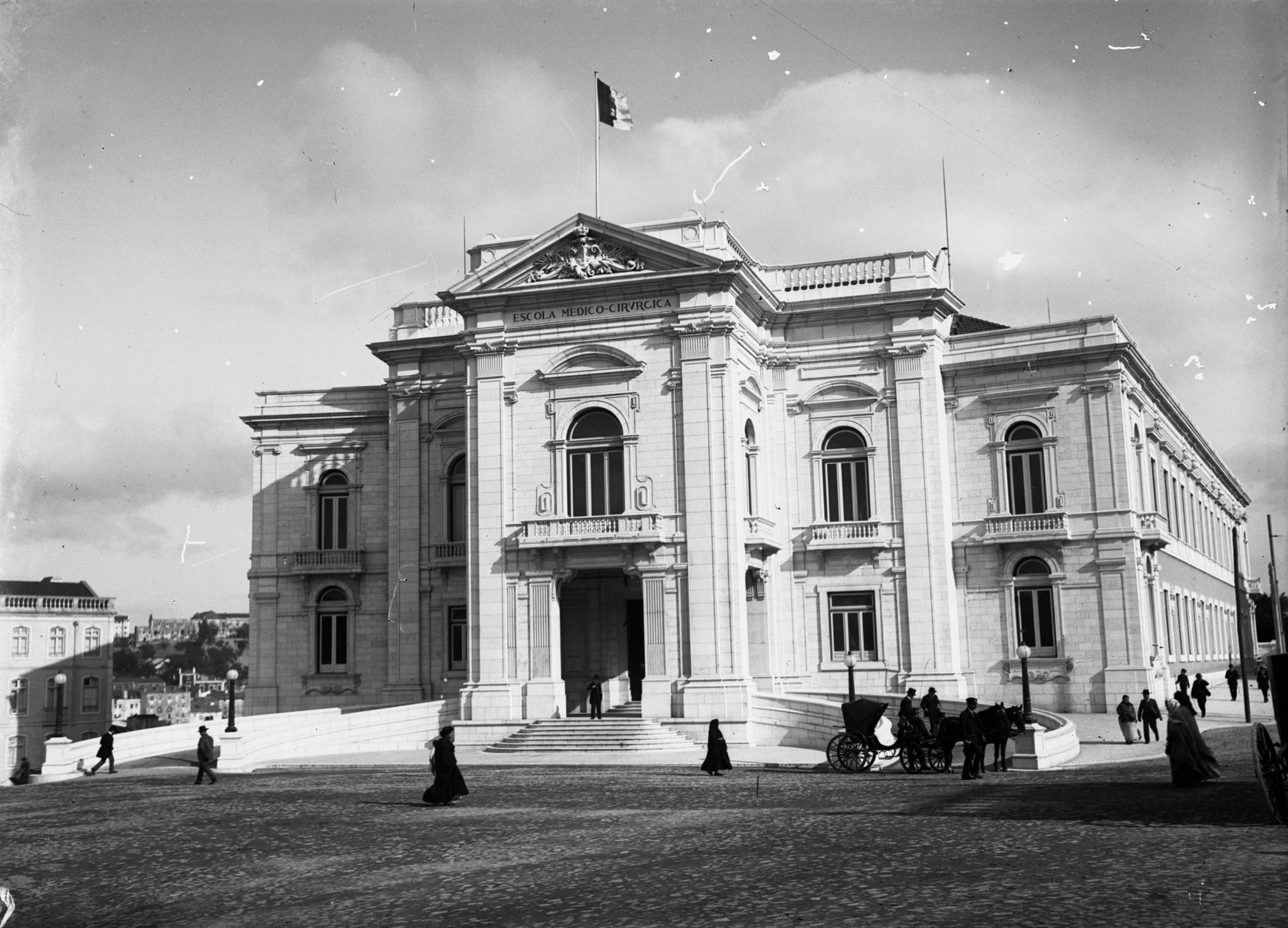
O edíficio do Campo de Santana no início do século XX, actualmente edifício principal da Faculdade de Ciências Médicas da Universidade Nova de Lisboa.

O edifício do Campo de Santana, é inaugurado em 1906 para ensino das disciplinas básicas, sendo que a clínica continua a ser leccionada no Hospital de São José até 1910, ano em que o Hospital Escolar de Santa Marta, é cedido à faculdade. Este hospital e o edifício do Campo de Santana constituíram as novas instalações que, juntamente com a lei de 22 de Fevereiro de 1911 permitiram uma profunda reforma no ensino médico. É nesta época que os antigos Laboratórios são remodelados a Institutos. Para essa finalidade, muito contribuiu o empenho de Mark Athias, a quem foi delegada a tarefa de seleccionar e adquirir o equipamento principal para o seu funcionamento.
Assim, é em 1911 que o Instituto de Fisiologia é fundado por Mark Athias, Joaquim Fontes e Ferreira da Mira.
O Instituto de Farmacologia e terapêutica geral é fundado por Sílvio Rebello no mesmo ano. Foi este que trouxe para Portugal a perspectiva química e químico-física da farmacologia. Augusto Celestino da Costa funda, também em 1911, com Pedro Roberto Chaves, Alfredo Magalhães Ramalho e Luís Simões Raposo, o Instituto de Histologia e Embriologia.
O Instituto de Anatomia é fundado por Henrique de Vilhena, Vitor Fontes e Barbosa Sueiro, sendo que mantém a dissecação cadavérica como método de ensino e investigação, associada à antropologia. Além do estudos da medicina, o Instituto de Anatomia abriu as portas aos alunos da Escola de Belas-Artes de Lisboa, onde Henrique de Vilhena era também professor de Anatomia Artística. Entre 1905 e 1938, Henrique de Vilhena coleccionou "de entre as obras dos alunos aquelas que julgou de maior interesse e qualidade, num total de mais de dois mil", que actualmente integram o espólio do Museu de Medicina.
Finalmente o Instituto de Anatomia Patológica e patologia geral surge também em 1911. Azevedo Neves, como médico legista e professor da disciplina, intercede na construção de um Instituto de Medicina Legal junto à Faculdade.
Após a cedência do Hospital de Santa Marta à Faculdade, este possuía um carácter perfeitamente distinto dos Hospitais Civis de Lisboa, já que se encontrava associado ao Ministério da Educação, possuindo assim um elevado grau de independência e autonomia financeira. Assim, as enfermarias tomaram o nome de Clínicas Universitárias, sendo que cada uma delas possuía um laboratório, um arquivo e uma biblioteca próprios.
Em 1914 é fundada a Associação de Estudantes da Faculdade de Medicina de Lisboa, uma das mais antigas associações estudantis de Portugal.
Em 1920 a Escola de Farmácia abandonou as instalações da FMUL para se instalar na Quinta da Torrinha.
A 3 de Março de 1928 foi feita Grande-Oficial da Antiga, Nobilíssima e Esclarecida Ordem Militar de Sant'Iago da Espada, do Mérito Científico, Literário e Artístico.

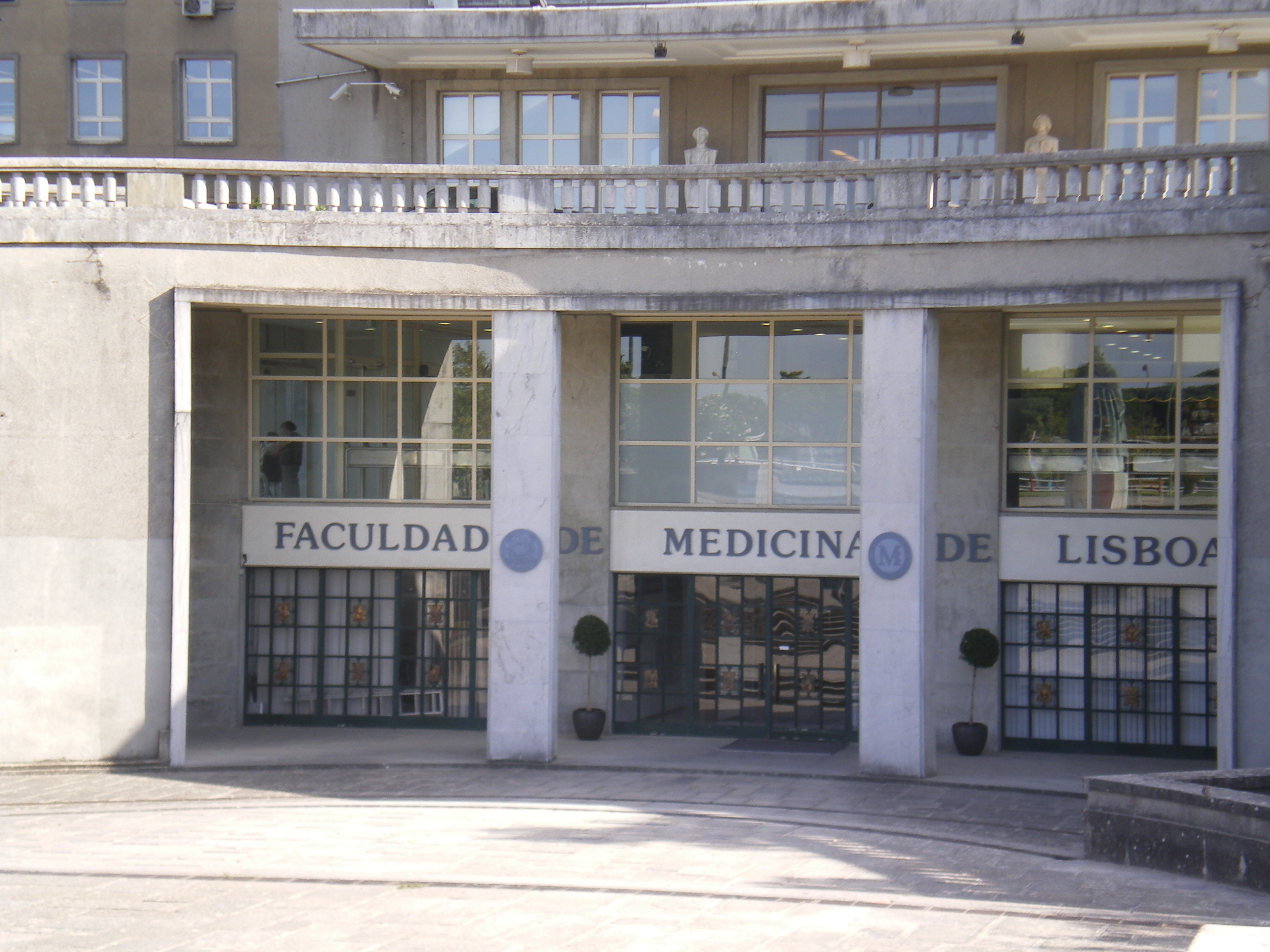
Entrada principal da Faculdade de Medicina da Universidade de Lisboa, no edifício do Hospital de Santa Maria.

Entre 1953 e 1956 o Edifício da Faculdade de Medicina no Campo de Santana foi esvaziado e os seus bens transferidos para o Hospital de Santa Maria. Este, inicialmente concebido como Hospital Escolar de Lisboa sob tutela única do Ministério da Educação passou, em 1952, a Hospital de Santa Maria, tutelado não só pelo Ministério da Educação como também pelo Ministério do Interior. Assim se perdeu grande parte do componente de Hospital Escolar, sendo Santa Maria um local onde a Faculdade de Medicina passa de instituição principal a instituição tolerada.
Em 1957 o Centro de Estudos Egas Moniz é transferido do Hospital Júlio de Matos para o Hospital de Santa Maria, onde integra a Clínica Universitária de Neurologia. É também em 1957 que é criada a Escola de Enfermagem do Hospital de Santa Maria que funciona nas instalações do hospital até 1972. Neste ano é inaugurado o novo edifício bem como a residência da Escola de Enfermagem, a partir daí designada Escola de Enfermagem de Calouste Gulbenkian.
Em 1975 acentua-se a cisão entre Hospital e Faculdade com o decreto-lei número 674/75, que equipara os hospitais escolares aos restantes hospitais, procedendo ainda ao ingresso de todos os médicos de carreira hospitalar dos hospitais centrais nos quadros da Secretaria de Estado da Saúde.
Dado o vasto património histórico-cultural da Faculdade de Medicina de Lisboa surge em 2003 o Núcleo Museológico da faculdade que, em 2005, é transformado em Museu de Medicina. Este encontra-se, provisoriamente, no edifício principal da faculdade, aguardando projecto arquitectónico.
Em 2004 dá-se a inauguração do novo edifício, Edifício Egas Moniz, de apoio às actividades de docência e investigação da faculdade, sendo partilhado com o Instituto de Medicina Molecular (IMM).

## Ensino
Enquanto Real Escola de Cirurgia e, posteriormente, Escola Médico-Cirúrgica, esta instituição de carácter não-universitário não conferia o grau de licenciado aos seus alunos. Foi apenas em 1911, com a lei criadora das Universidades, que surgiu a Faculdade de Medicina da Universidade de Lisboa, passando então os seus alunos a ter o título de licenciados em medicina.

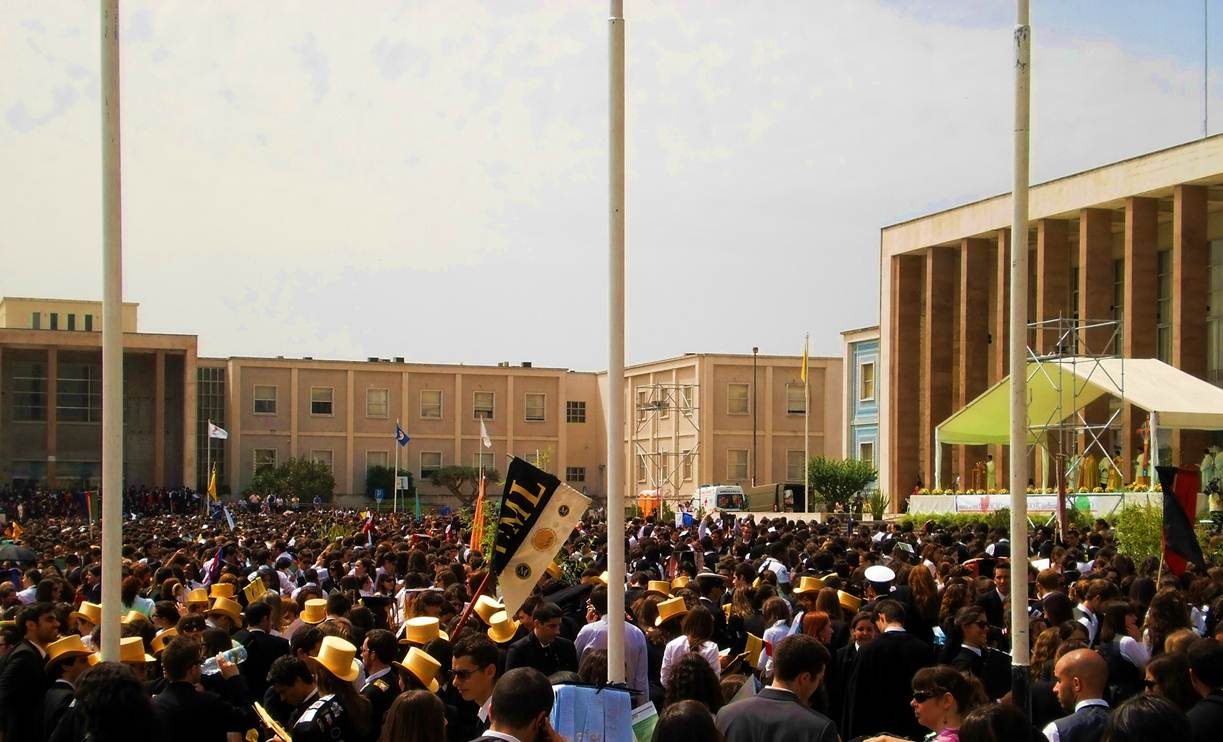
Alameda da Universidade de Lisboa, alunos da Faculdade de Medicina de Lisboa na Bênção das fitas 2011.

É apenas no ano lectivo de 2004-2005, que surgem novos cursos de licenciatura nesta faculdade. Assim, é criada a Licenciatura em Dietética e Nutrição e a Licenciatura em Microbiologia (a última em parceria com a Faculdade de Ciências da Universidade de Lisboa e com colaboração ocasional da Faculdade de Farmácia da Universidade de Lisboa). Estas são, contudo, extintas em 2008-2009, no mesmo ano lectivo em que é criada a Licenciatura em Ciências da Saúde, em parceria com as faculdades de Ciências, Farmácia, Medicina Dentária e Psicologia e Ciências de Educação da Universidade de Lisboa. Esta última tem como objectivo englobar as anteriores licenciaturas em Dietética e Nutrição e Microbiologia, permitindo posteriormente seguir estas áreas pelo segundo ciclo de Mestrado.
No ano lectivo de 2007-2008 é implementado o acordo de Bolonha, com reformulação do currículo e passando a instituição a ministrar o curso de Mestrado Integrado em Medicina. Actualmente são dezasseis os cursos de ensino superior público ministrados na FMUL.

## Directores
- 1911-1915 – Professor Doutor Carlos Bello de Moraes
- 1915-1918 – Professor Doutor Francisco Gentil
- 1918-1919 e 1932-1935 – Professor Doutor José de Matos Sobral Cid
- 1919-1929 – Professor Doutor João Alberto Pereira de Azevedo Neves
- 1929-1931 – Professor Doutor António Caetano de Abreu Freire Egas Moniz
- 1931-1932 – Professor Doutor Manuel António Moreira Júnior
- 1935-1942 – Professor Doutor Augusto Pires Celestino da Costa
- 1942-1945 – Professor Doutor Reynaldo dos Santos
- 1945-1947 – Professor Doutor António José Pereira Flores
- 1948-1949 – Professor Doutor Henrique Jardim de Vilhena
- 1948-1955 e 1960-1966 – Professor Doutor José Toscano de Vasconcelos Rico
- 1955-1960 – Professor Doutor Jorge Augusto da Silva Horta
- 1966-1967 – Professor Doutor Manuel João Xavier Morato
- 1967-1970 – Professor Doutor Vergílio Custódio de Morais
- 1970-1975 – Professor Doutor João Cândido da Silva Oliveira
- 1975-1976 – Professor Doutor Carlos Filipe de Aguilar Manso
- 1976-1977 – Professor Doutor Francisco Norton Brandão
- 1977-1980 e 1982-1985 – Professor Doutor Francisco da Silva Parreira
- 1980-1982 – Professor Doutor Eduardo Girão do Amaral
- 1985-1986 e 1988-1989 – Professor Doutor Fernando Manuel Guerra Rodrigo
- 1986-1988 – Professor Doutor Miguel António Paiva Carneiro de Moura
- 1989-1994 – Professor Doutor Artur Ryder Torres Pereira
- 1994-2005 – Professor Doutor João Alcindo Pereira Martins e Silva
- 2005-2015 – Professor Doutor José Fernandes e Fernandes
- 2015-2022 – Professor Doutor Fausto J. Pinto[6]
- 2022-presente – Professor Doutor João Eurico da Fonseca

## Personalidades ligadas à faculdade
Por esta Faculdade centenária passaram já milhares de estudantes e professores, tendo alguns deles vindo a tornar-se figuras ilustres no País, seja como clínicos, como investigadores e mesmo como personalidades activamente intervenientes na vida pública e social, como por exemplo:
- Agostinho Neto: primeiro Presidente da República de Angola
- Ana Jorge: Ministra da Saúde
- António Damásio: cientista
- António da Cunha Telles: cineasta
- António Egas Moniz: Prémio Nobel da Medicina
- António Gentil Martins: cirurgião pediatra
- António Lobo Antunes: escritor
- Carlos Caldas: cientista
- Carlos Paião: compositor e cantor
- Carlos Teixeira: multinacional executivo gestor Ibérico & Presidente CCPI
- Custódia Gallego: actriz
- Daniel Sampaio: escritor
- Fernando Fonseca: médico
- Fernando Nobre: fundador da AMI
- Henrique Barahona Fernandes: Reitor da Universidade de Lisboa
- João Lobo Antunes: Prémio Pessoa, Conselheiro de Estado
- José Sousa Martins: médico
- Manuel Valente Alves: médico, historiador e artista plástico
- Maria do Carmo Fonseca: cientista, Prémio Pessoa
- Maria do Céu Machado: médica, alta comissária da saúde
- Maria Elisa Domingues: jornalista